# 凯特琳·麦克拉奇
凯特琳·麦克拉奇（英語：Caitlin McClatchey，1985年11月28日—），英国女子游泳运动员。她曾代表苏格兰参加2006年和2010年英联邦运动会游泳比赛，获得二枚金牌。她也曾参加2004年、2008年和2012年夏季奥运会。